# Stefan Gläser
Stefan Gläser (* 12. Juni 1946 in Nordstrand) ist ein deutscher Jurist und Politiker.

## Leben
Nach dem Abitur am Stuttgarter Eberhard-Ludwigs-Gymnasium studierte er ab 1966 Rechts- und Wirtschaftswissenschaften in Tübingen, Kiel und Erlangen-Nürnberg. Seit dem Sommersemester 1966 ist er Mitglied der Burschenschaft Germania Tübingen. 1974 ging er in die Steuerverwaltung Baden-Württemberg und 1977 wurde er Referent im Finanzministerium. 1980 wechselte er als Referatsleiter ins Staatsministerium Baden-Württemberg.
1981 kandidierte Gläser in der Großen Kreisstadt Wertheim bei der Wahl zum Oberbürgermeister und setzte sich gegen Amtsinhaber Karl Josef Scheuermann durch. 1989 und 1997 wurde Gläser wiedergewählt. Vor dem Ende der dritten Amtsperiode wechselte er 2003 als Geschäftsführendes Vorstandsmitglied zum Städtetag Baden-Württemberg. Von Februar 2015 bis Mitte 2020 bekleidete Gläser das Amt des Aufsichtsratsvorsitzenden der OMB AG.

## Ehrungen
Gläser erhielt 1992 die Staufermedaille und 1998 das Bundesverdienstkreuz am Bande. 2014 bekam er das Bundesverdienstkreuz 1. Klasse. Er ist Ehrenbürger von Wertheim und Szentendre und Honorarprofessor der Hochschule Kehl. 2015 erhielt er von der Hochschule die Ehrenmedaille.